# Gary Neal
Gary Neal (ur. 3 października 1984 w Baltimore) – amerykański koszykarz grający na pozycji rozgrywającego lub rzucającego obrońcy, obecnie zawodnik Banvit Basketbol Kulubu.
W lipcu 2015 został zawodnikiem Washington Wizards. W sezonie 2015/16 opuścił 23 spotkania z powodu kontuzji. Z związku z powyższym poprosił klub o zwolnienie go, co stało się 9 marca 2016 roku. 18 stycznia 2017 podpisał 10-dniowy kontrakt z Atlantą Hawks. Po wygaśnięciu umowy dołączył ponownie do Texas Legends. Następnie 30 stycznia 2017 został wytransferowany do Reno Bighorns w zamian za wybór IV rundy draftu D-League 2017.
14 grudnia 2018 został zawodnikiem tureckiego klubu Banvit Basketbol Kulubu.

## Osiągnięcia
Stan na 14 grudnia 2018, na podstawie, o ile nie zaznaczono inaczej.
NCAA
- Debiutant roku konferencji Atlantic 10 (2003)[7]
- Zaliczony do:
  - I składu:
    - CAA (2007)
    - debiutantów Atlantic 10 (2003)

  - II składu:
    - Atlantic 10 (2003, 2004)
    - CAA (2006)

NBA
- Wybrany do składu I składu debiutantów NBA (2011)[8]
- Uczestnik spotkania Rising Stars Challenge (2011)
- Lider play-off w skuteczności rzutów wolnych (2013 - wspólnie z Jamalem Crawfordem)[9]

Inne
- MVP miesiąca Ligi Endesa (listopad 2017, lut, kwiecień 2018)
- Wybrany do:
  - I składu Ligi Endesa (2018)
  - II składu Eurocup (2009)[10]
- Lider strzelców ligi:
  - włoskiej (2010)
  - tureckiej (2008)

## Statystyki w NBA
Na podstawie Basketball-Reference.com (ang.)

Stan na koniec sezonu 2018/19

### Sezon regularny
| Sezon   | Drużyna     | M   | S5 | MPG  | FG%   | 3P%   | FT%   | RPG | APG | SPG | BPG | PPG  |
| ------- | ----------- | --- | -- | ---- | ----- | ----- | ----- | --- | --- | --- | --- | ---- |
| 2010/11 | San Antonio | 80  | 1  | 21,1 | 45,1% | 41,9% | 80,8% | 2,5 | 1,2 | 0,3 | 0,1 | 9,8  |
| 2011/12 | San Antonio | 56  | 7  | 21,5 | 43,6% | 41,9% | 78,1% | 2,1 | 2,1 | 0,5 | 0,0 | 9,9  |
| 2012/13 | San Antonio | 68  | 17 | 21,8 | 41,2% | 35,5% | 86,5% | 2,1 | 1,9 | 0,4 | 0,0 | 9,5  |
| 2013/14 | Milwaukee   | 30  | 2  | 20,2 | 39,0% | 36,0% | 83,3% | 1,7 | 1,5 | 0,2 | 0,0 | 10,0 |
| 2013/14 | Charlotte   | 22  | 1  | 23,0 | 43,8% | 40,6% | 96,1% | 1,8 | 1,7 | 0,5 | 0,0 | 11,2 |
| 2014/15 | Charlotte   | 43  | 0  | 21,7 | 35,9% | 29,3% | 86,3% | 2,2 | 1,9 | 0,4 | 0,0 | 9,6  |
| 2014/15 | Minnesota   | 11  | 1  | 23,8 | 42,9% | 35,5% | 87,9% | 3,2 | 1,8 | 0,6 | 0,0 | 11,8 |
| 2015/16 | Washington  | 40  | 2  | 20,2 | 46,5% | 41,0% | 85,5% | 2,1 | 1,2 | 0,5 | 0,0 | 9,8  |
| 2016/17 | Atlanta     | 2   | 0  | 9,0  | 0,0%  | 0,0%  | 100%  | 0,5 | 0,5 | 0,0 | 0,0 | 2,0  |
| Razem   |             | 352 | 31 | 21,3 | 42,2% | 38,2% | 85,0% | 2,2 | 1,6 | 0,4 | 0,0 | 9,9  |

### Play-offy
| Sezon | Drużyna     | M  | S5 | MPG  | FG%   | 3P%   | FT%   | RPG | APG | SPG | BPG | PPG  |
| ----- | ----------- | -- | -- | ---- | ----- | ----- | ----- | --- | --- | --- | --- | ---- |
| 2011  | San Antonio | 6  | 0  | 18,5 | 37,0% | 26,3% | 100%  | 3,0 | 0,8 | 0,2 | 0,2 | 7,7  |
| 2012  | San Antonio | 14 | 0  | 15,5 | 47,6% | 44,4% | 84,6% | 1,3 | 1,4 | 0,1 | 0,0 | 7,5  |
| 2013  | San Antonio | 21 | 0  | 18,6 | 38,5% | 34,8% | 100%  | 2,1 | 0,7 | 0,1 | 0,0 | 6,8  |
| 2014  | Charlotte   | 4  | 0  | 26,0 | 35,3% | 22,2% | 71,4% | 2,0 | 1,0 | 0,0 | 0,0 | 11,3 |
| Razem |             | 45 | 0  | 18,3 | 40,1% | 34,5% | 90,7% | 2,0 | 1,0 | 0,1 | 0,0 | 7,5  |